# Оренбурзька єпархія
Оренбурзька єпархія — єпархія Російської православної церкви. Об'єднує парафії та монастирі на території центральних районів Оренбурзької області. Входить до складу Оренбурзької митрополії.

## Історія
Оренбурзька єпархія утворена 16 жовтня 1799 року. Виділена із Казанської і (частиною) Вятської єпархій.
Спочатку кафедра перебувала в Уфі. З 21 березня 1859 року поділена на дві самостійні єпархії: Оренбурзьку і відокремлену від неї Уфимську.
У 1860 році було відкрито Оренбурзьке Духовне училище, в 1884 році — Оренбурзьку Духовну семінарію, в 1889 році — Оренбурзьке єпархіальне жіноче училище. У 1895 році був побудований і освячений Оренбурзький Казанський кафедральний собор — четвертий в Росії за величиною.
Як пише Олег Бедул:
|  | На Великдень 1930 року над Оренбургом ще стояв колокольний дзвін. А вже восени дзвони почали знімати. Дрібні і середні розбивали на місці, великі вивозили. Закрили жіночий монастир, церкви на військовому і старому кладовищах, при кадетських корпусах. Незабаром замки з'явилися на Казанському кафедральному соборі, Петропавлівському, Серафимовському, Введенському храмах ... До 1935 року з двадцяти двох оренбурзьких церков залишалися діючими чотири - Микільська та три обновленських, а до 1935-го лише одна - Дмитріївська. Правий боковий вівтар і центр храму належав обновленцям, лівий - староцерковникам або, як їх стали називати, тихоновцями. Оригінальний текст (рос.) На Пасху 1930 года над Оренбургом ещё стоял колокольный звон. А уже осенью колокола начали снимать. Маленькие и средние разбивали на месте, большие увозили. Закрыли женский монастырь, церкви на военном и старом кладбищах, при кадетских корпусах. Вскоре замки появились на Казанском кафедральном соборе, Петропавловском, Серафимовском, Введенском храмах… К 1935 году из двадцати двух оренбургских церквей оставались действующими четыре — Никольская и три обновленческих, а к 1935-му лишь одна — Димитриевская. Правый придел и центр храма принадлежал обновленцам, левый — староцерковникам или, как их стали называть, тихоновцам. |

З встановленням радянської влади держава взяла різкий курс на знищення Церкви. Згідно звіту Уповноваженого у справах Російської Православної Церкви Чкаловської області, на початку 1944 року в області не залишилося жодної діючої церкви. Однак серед населення області було, мабуть, дуже багато віруючих. Наприклад, на Великдень в 1939 році в обласному центрі практично зупинився паровозоремонтний завод; на Київському руднику робота була зовсім припинена. Вцілілі духовні особи продовжували служити в підпіллі. Наприклад, черниці закритих монастирів продовжували служити, проживаючи в приватному секторі та на квартирах.
До кінця Німецько-радянської війни сталінський уряд дозволив відкрити кілька храмів. У 1947 році в єпархії була відкрита свічкова майстерня. Вона активно працювала — наприклад, за 1959 рік нею було випущено 10,4 тонни свічок, з яких 5,4 тонни були реалізовані в оренбурзьких парафіях, а частина відправлена в інші єпархії (наприклад, в Челябінську та Іванівську).
У період хрущовської антирелігійної кампанії єпархія сильно постраждала. У січні 1959 року був знятий з посади оренбурзький Уповноважений у справах РПЦ А. М. Березін (обіймав цю посаду з жовтня 1948 року) і незабаром був засуджений на три роки позбавлення волі з конфіскацією майна «за хабарі від духовенства». Багато храмів було закрито, а число священиків в єпархії скоротилося в 1959—1964 роках з 62 до 27.
5 жовтня 2011 року зі складу Оренбурзької єпархії були виділені Бузулуцька і Орська єпархії. 6 жовтня 2011 року в межах Оренбурзької області була утворена Оренбурзька митрополія, що включає в себе Бузулуцьку, Оренбурзьку і Орську єпархії.

## Назви
- Оренбурзька і Уфимська (16 жовтня 1799 — 21 березня 1859)
- Оренбурзька (21 березня 1859 — 26 листопада 1903)
- Оренбурзька і Уральська (26 листопада 1903 — 7 листопада 1908)
- Оренбурзька і Тургайська (7 листопада 1908 — близько 1920)
- Оренбурзька (близько 1920 — після 1939)
- Чкаловська (після 1939 — липень 1945)
- Чкаловська і Бузулуцька (липень 1945 — 7 грудня 1957)
- Оренбурзька і Бузулуцька (7 грудня 1957 — 5 жовтня 2011)
- Оренбурзька (з 5 жовтня 2011)

## Єпископи
- Амвросій (Келембет) (13 листопада 1799 — 25 травня 1806)
- Августин (Сахаров) (10 червня 1806 — 6 січня 1819)
- Інокентій (Смирнов) (назначений 25 січня 1819; назначення відхилене)
- Феофіл (Татарський) (23 березня 1819 — 19 травня 1823)
- Амвросій (Морев) (17 червня 1823 — 1 грудня 1828)
- Аркадій (Фьодоров) (8 грудня 1828 — 8 серпня 1831)
- Михаїл (Добров) (27 вересня 1831 — 30 жовтня 1835)
- Іоанникій (Образцов) (16 листопада 1835 — 20 листопада 1849)
- Йосиф (Богословський) (20 листопада  1849 — 27 серпня 1853)
- Антоній (Шокотов) (27 серпня 1853 — 17 березня 1858)
- Антоній (Радонезький) (15 червня 1858 — травень 1861)
- Варлаам (Денисов) (19 березня 1862 — 11 травня 1866)
- Митрофан (Віцинський) (9 листопада 1866 — 23 травня 1879)
- Веніамін (Биковський) (23 травня 1879 — 5 квітня 1882)
- Веніамін (Смирнов) (5 квітня 1882 — 1 травня 1886)
- Макарій (Троїцький) (21 травня 1886 — 22 жовтня 1895)
- Микола (Адоратський) (22 жовтня 1895 — 29 жовтня 1896)
- Тихон (Клітін) (15 листопада — 5 грудня 1896)
- Володимир (Соколовський-Автономов) (22 грудня 1896 — 26 листопада 1903)
- Яким (Левицький) (26 листопада 1903 — 13 серпня 1910)
- Феодосій (Олтаржевський) (13 серпня 1910 — 26 липня 1914)
- Мефодій (Герасимов) (30 липня 1914—1920)
- Аристарх (Ніколаєвський) (1 березня 1920 — кінець 1923)
- Іаков (Маскаєв) (31 липня 1924 — 2 січня 1928)
- Діонісій (Прозоровський) (грудень 1927 — 29 листопада 1928)
- Павло (Введенський) (29 листопада  1928 — 30 грудня 1931)
- Арсеній (Соколовський) (30 грудня 1931 — 8 жовтня 1936)
- Варлаам (Козуля) (23 травня — 10 жовтня 1937)
  - 1937—1945 — кафедра вдовувала
- Мануїл (Лемешевський) (14 лютого 1945 — 5 вересня 1948)
- Борис (Вік) (4 березня 1949 — 26 вересня 1950)
- Варсонофій (Гриневич) (31 жовтня 1950 — 16 листопада 1953)
- Михаїл (Воскресенський) (4 грудня 1953 — 23 листопада 1960)
- Палладій (Камінський) (31 травня 1960 — 14 травня 1963)
- Леонтій (Бондар) (14 травня 1963 — 24 січня 1999)
  - (в. о.) Сергій (Польоткін) (24 січня  — 19 липня 1999)
- Валентин (Міщук) (19 липня 1999 — 22 жовтня 2015)
- Веніамін (Зарицький) (22 жовтня 2015 — 6 вересня 2023)
  - (в. о.) Никон (Васюков) (2 грудня 2020 — 20 квітня 2022)
  - (в. о.) Кирило (Наконечний) (6 вересня 2023 — 27 грудня 2023)
- Петро (Мансуров) (з 27 грудня 2023)

## Монастирі
- Свято-Андріївський монастир (чоловічий; село Андріївка, Сарактаський район)
- Свято-Микільський монастир (чоловічий; село Новомикільське, Олександрівський район)
- Успенський монастир (жіночий; в місті Оренбурзі)